# توآ پایو
توآ پایو (به انگلیسی: Toa Payoh) یک ناحیهٔ شهری در کشور سنگاپور است که در سرشماری سال ۲۰۱۰ میلادی، ۱۲۴٬۶۵۳ نفر جمعیت داشته‌است.